# Ришард Качоровски
Рѝшард Качоро̀вски, герб Йелита (на полски: Ryszard Kaczorowski)(роден на 26 ноември 1919 г. в Бялисток, починал на 10 април 2010 г. край Смоленск) е полски политик, държавник, общественик.
Той е скаутски деец (командир на хоругва от „Сивите редици“, почетен скаутмастър от 2009 г.), в емиграция след 1945 г., член на Националния съвет на Република Полша. Президент в изгнание на Полша през 1989 – 1990 г.
Качоровски е последният президент на полското правителство в изгнание. На 22 декември 1990 г. предава президентските инсигнии на Лех Валенса, първия избран на свободни избори президент на Полша след края на Втората световна война. Церемонията се извършва в Кралския замък във Варшава.

## Биография

### Ранни години
Роден е на 26 ноември 1919 г., в шляхтишкото семейство на Ядвига (с бащина фамилия Савицка) и Вацлав Качоровски. Завършва търговското училище в родния си град. Преди войната е скаутски инструктор.
В резултат на комбинираната военна агресия на Третия райх и СССР от септември 1939 година, Полша е окупирана. След превземането на Бялисток от Червената армия Ришард се присъединява към „Сивите редици“, конспиративен криптоним на Съюза на Полското скаутство. Там изпълнява длъжността командир на хоругва. Той е свързващото звено между Сивите редици и командира на Съюза за въоръжена борба. На 17 юли 1940 г. е арестуван от НКВД и задържан в Бялисток и Минск, където след двудневен процес на 1 февруари 1941 г. е осъден на смърт от Върховния съд на Беларуската съветска република. След 100 дена престой в килия на смъртта на 10 май съдът на СССР заменя присъдата на 10 години в лагер. Преместен е в лагер край р. Колима. Освободен е след подписването на договора Шикорски-Майски. През март 1942 г. постъпва в полската армия в СССР, формирана от генерал Владислав Андерс. Участва в Битката при Монте Касино.

### В емиграция
След войната Ришард Качоровски живее във Великобритания, където завършва училище за външна търговия. В продължение на 35 години работи като счетоводител.
Качоровски активно участва в Полското скаутско движение в емиграция. Става скаутмастър през 1946 г. Председател е на Съюза на полското скаутство в изгнание през 1967 – 1988 г.
На 17 февруари 1986 г. в правителството в емиграция на Кажимеж Саббат става министър без портфейл. През май същата година в новото правителство на Едвард Шчепаняк става министър по националните въпроси.
На 25 януари 1988 г. президентът на Полша Кажимеж Сабат, въз основа на член 24 от Конституцията на Република Полша от 23 април 1935 г., номинира Качоровски за следващ президент на Полша в изгнание. На 19 юли 1989 г., след внезапната смърт на Сабат, става президент на Република Полша в изгнание. Президентът Качоровски поверява съставянето на кабинет на премиера Едвард Шчепаняк, който изпълнява тази функция от 1986 г. По случай встъпването в длъжността президент на 19 юли 1989 г. Качоровски става кавалер на Ордена на Белия Орел.
На 20 декември 1990 г. приключва своята дейност в правителството в емиграция и 4 дни по-късно в Кралския замък във Варшава предава президентските инсигнии на Лех Валенса.

### Късни години
Съгласно приетия през 1996 г. закон за бившите президенти на Полша Ришард Качоровски има право на доживотна заплата, финансови средства за офис (помещава се в бишвето седалище на Правителството в изгнание в Лондон) както и лична охрана на територията на Полша. Продължава да живее в Лондон, но често пребивава в Полша, където участва в множество събития.
Ришард Качоровски е бил почетен секретар на Фонда за държавна помощ, председател на Съвета за архивно наследство във Варшава, патрон на Фондацията за опазване на военните паметници в Лондон. Става почетен гражданин на Варшава, Гданск, Гдиня, Гожов Велкополски, Краков, Легница, Люблин, Ополе, Закопане, Ченстохова и много други.
На 11 ноември 1984 г. е удостоен от президента на Полша в изгнание Е. Рачински с Офицерски кръст на Ордена на възродена Полша.
През 2004 г. е удостоен от кралица Елизабет II за почетен кавалер I степен на британския Орден на Св. Михаил и Св. Георги. Йоан Павел II го удостоява с Ордена на Пий IX. Удостоен е също така с военното отличие „Кръст за Монте Касино“, Кръст за политически затворник, Францискански кръст, както и Кръст на Армия Крайова и Медал Polonia Mater Nostra Est (Полша е нашата майка).
Удостоен с Медал на Ясногурската конфедерация. През ноември 2007 г. получава Почетна перла на полската икономика, признавана от редакцията на Polish Market. Награден е също така с Медал за благодарност на Полския авиационен музей „Summa Cum Laude“. През февруари 2010 г. министър Радослав Шикорски му връчва почетния знак „Bene Merito“.
Доктор хонорис кауза е на Вроцлавския унивверситет (1991), Медицинската академия на Бялисток (1992), университета в Бялисток (1998), Ополския университет (1998), университета „Кардинал Стефан Вишински“ (2008).
Умира в катастрофата на полския самолет Tu-154M край Смоленск като член на официалната полска делегация за отбелязването на 70-годишнината от Катинското клане на 10 април 2010 г.